# Photinia integrifolia
Photinia integrifolia är en rosväxtart som beskrevs av John Lindley. Photinia integrifolia ingår i släktet Photinia och familjen rosväxter.

## Underarter
Arten delas in i följande underarter:
- P. i. flavidiflora
- P. i. sublanceolata